# 上品濃
上品濃（かみしなの）は、神奈川県横浜市戸塚区の町名。丁番を持たない単独町名である。住居表示実施済み区域。

## 地理
戸塚区の北部に位置し、東半分は品濃町、西半分は川上町と接している。

### 地価
住宅地の地価は、2024年（令和6年）7月1日の神奈川県地価調査によれば、上品濃4-3の地点で23万円/m²となっている

## 歴史

### 沿革
- 1996年（平成8年）10月21日 - 住居表示の実施に伴い、川上町、品濃町の各一部から上品濃を新設設置[7]。

## 世帯数と人口
2025年（令和7年）6月30日現在（横浜市発表）の世帯数と人口は以下の通りである。
| 町丁   | 世帯数    | 人口    |
| ------ | --------- | ------- |
| 上品濃 | 1,267世帯 | 3,279人 |

### 人口の変遷
国勢調査による人口の推移。
| 年                 | 人口  |
| ------------------ | ----- |
| 2000年（平成12年） | 365   |
| 2005年（平成17年） | 584   |
| 2010年（平成22年） | 3,602 |
| 2015年（平成27年） | 3,691 |
| 2020年（令和2年）  | 3,673 |

### 世帯数の変遷
国勢調査による世帯数の推移。
| 年                 | 世帯数 |
| ------------------ | ------ |
| 2000年（平成12年） | 154    |
| 2005年（平成17年） | 238    |
| 2010年（平成22年） | 1,146  |
| 2015年（平成27年） | 1,133  |
| 2020年（令和2年）  | 1,165  |

## 学区
市立小・中学校に通う場合、学区は以下の通りとなる（2024年11月時点）。
| 番地 | 小学校               | 中学校             |
| ---- | -------------------- | ------------------ |
| 全域 | 横浜市立川上北小学校 | 横浜市立名瀬中学校 |

## 事業所
2021年（令和3年）現在の経済センサス調査による事業所数と従業員数は以下の通りである。
| 町丁   | 事業所数 | 従業員数 |
| ------ | -------- | -------- |
| 上品濃 | 44事業所 | 1,626人  |

### 事業者数の変遷
経済センサスによる事業所数の推移。
| 年                 | 事業者数 |
| ------------------ | -------- |
| 2016年（平成28年） | 39       |
| 2021年（令和3年）  | 44       |

### 従業員数の変遷
経済センサスによる従業員数の推移。
| 年                 | 従業員数 |
| ------------------ | -------- |
| 2016年（平成28年） | 1,689    |
| 2021年（令和3年）  | 1,626    |

## 施設
- 湘南医療大学
- ファンケル 総合研究所
- 上品濃公園

## その他

### 日本郵便
- 郵便番号 : 244-0806[3]（集配局：戸塚郵便局[16]）

### 警察
町内の警察の管轄区域は以下の通りである。
| 町名   | 街区 | 警察署     | 交番           |
| ------ | ---- | ---------- | -------------- |
| 上品濃 | 全域 | 戸塚警察署 | 東戸塚駅前交番 |